# بيلار فيلاثكيث
بيلار فيلاثكيث (بالإسبانية: Pilar Velázquez)‏ هي ممثلة إسبانية، ولدت في 13 فبراير 1946 بمدريد في إسبانيا.

## وصلات خارجية
- بيلار فيلاثكيث على موقع IMDb (الإنجليزية)
- بيلار فيلاثكيث على موقع ألو سيني (الفرنسية)
- بيلار فيلاثكيث على موقع أول موفي (الإنجليزية)
- بيلار فيلاثكيث على موقع قاعدة بيانات الفيلم (الإنجليزية)
- بيلار فيلاثكيث على موقع كينوبويسك (الروسية)